# Debod
Debod (arabe ﺩﭔوﺩ) est un district villageois de Basse-Nubie situé à quinze kilomètres au sud de Philæ, sur la rive occidentale du Nil. Le lieu est devenu célèbre grâce au temple ptolémaïque de Debod. Après la construction du nouveau barrage d'Assouan, le village a été submergé par les eaux du lac Nasser.
Une seule inscription portant le nom de Séthi II montre qu'une construction se trouvait déjà ici sous le Nouvel Empire. Mais ce n'est qu'à l'époque tardive qu'un lieu semble avoir été situé ici, comme le suggèrent les découvertes faites dans le cimetière voisin. De nombreux chercheurs ont supposé que Debod était le Parembole romain, où la Legio II Traiana avait été stationnée comme armée de frontière du IIe au Ve siècle de notre ère.
William John Bankes a supposé que l'île de Barambroum, située en face de Debod, conservait encore le nom antique de Parembole. Richard William Howard Vyse a déclaré avoir vu des ruines isolées au nord de Debod, qu'il a considérées comme des vestiges du fort romain. Günther Roeder a mis en doute l'existence de ces ruines et a cherché Parembole à 3,8 kilomètres au sud, dans la forteresse romaine du Ouadi Gamr.